# Grupo de especies
En taxonomía biológica, el concepto de grupo de especies refiere a una categoría de trabajo o uso práctico, intermedia entre la de especie y la de subgénero (o género, si no hay agrupaciones subgenéricas), la cual es un agregado intercalado respecto a la nomenclatura zoológica linneana, sin formar parte del nombre binominal de una especie. Con el empleo de este rango taxonómico informal por parte de los investigadores se busca el objetivo de facilitar una comunicación más eficiente entre ellos respecto al conocimiento que se va adquiriendo sobre la diversidad de ciertos géneros multiespecíficos o de compleja taxonomía, permitiendo el almacenamiento y la recuperación de información sistemática, sin generar alteraciones en la estabilidad nomenclatural. El nombre “grupo de especies” no debe ser confundido con el nivel taxonómico “grupo-especie”, con un significado taxonómico preciso: abarcar los nombres de las dos categorías inferiores: especie y subespecie.   

## Generalidades
Un grupo de especies define a un conjunto  —sin (aún) una denominación genérica o subgenérica válida— integrado por especies estrechamente relacionadas, las que, como pertenecen a un mismo linaje evolutivo, guardan entre sí características particulares que permiten agruparlas y, a su vez, distinguirlas de otras especies congenéricas. Esta relación puede deberse a que filogenéticamente forman un clado monofilético y diagnosticable, ya que está soportado por alguna autapomorfía morfológica, o molecularmente exhiben algunas diferencias respecto a las restantes especies. También pueden servir de apoyo para su definición determinados atributos comportamentales, por ejemplo, el tipo de incubación en peces, la forma y materiales de los nidos, el color de los huevos o los rasgos de las vocalizaciones en aves, etc.
Suele definirse como grupos de especies los conjuntos de especies que poseen valores bajos de soporte de ramas en el análisis cladístico de un género (o de una sección de uno), por lo que no justifican su identificación como subgéneros. Hay casos en que pueden definirse subgéneros mediante diagnosis conclusiva, pero dejando pendiente la publicación formal del mismo, manteniendo al taxón reconocido como un grupo de especies hasta el momento de hacerlo. El reconocimiento de grupos de especies es un instrumento que permite al taxónomo facilitar el saber que la comunidad científica posee sobre la diversidad de algunos géneros complejos o muy biodiversos, ordenando el grado de parentesco de sus integrantes a la par que se acompaña el aumento de la información dada a conocer, en especial gracias a la explosión del empleo de técnicas moleculares, lo que ha facilitado la posibilidad de reconocer clados. De esta forma, se preserva la estabilidad, al mantener en niveles acotados la introducción de nuevos términos de rangos incluidos en la nomenclatura zoológica tradicional, los que están regidos por las reglas de la Comisión Internacional de Nomenclatura Zoológica (ICZN). Como la naturaleza de los taxones formales de categoría superior (por encima del nivel especie) es inevitablemente subjetiva, este instrumento permite evitar que esto produzca una inflación taxonómica que devendría si se propusiesen nuevas entidades genéricas o subgénericas para todos estos grupos, lo que alteraría la clasificación tradicional y afectaría la comunicación entre biólogos. En zoología, de las denominaciones de categorías taxonómicas informales o no linneanas (como división, sección, serie, complejo, etc.), la de grupo de especies es de las más empleadas, realizándola sola o imbricada con otros nombres informales; las relaciones jerárquicas que entabla con cada uno de ellos, lamentablemente no están reguladas, lo que lleva a cierto caos en su aplicación, dado que aún no hay un ordenamiento establecido ni alguno que sea seguido masivamente por parte de los investigadores.
El principio de prioridad se aplica a la denominación del grupo de especies, denominándose por el nombre más antiguo de las especies del conjunto. Por ejemplo, para uno de los tres grupos de especies que conforman el género Hoplias, el significado taxonómico concedido a este agregado (o interpolado) puede expresarse con la notación: Hoplias (grupo de especies malabaricus) y a uno de sus miembros H. (malabaricus) malabaricus.
Lo más habitual es que al conjunto aludido se lo nombre en español mediante la notación: “grupo de especies” (o solo “grupo”) seguido por el binomio científico (también con el término genérico abreviado y hasta ausente, si ya está contenido en el texto); en inglés, en cambio, se coloca detrás del binomio científico la notación: “species group” (o solo “group”).